# 推薦
推薦（すいせん）とは、評価を要する一つの物事について、優れている、適しているなど高く評価した事物（個人・個体、集団、その他の事物）を、裁量権を有する相手に知らせて採用を促すこと（用例：「委員長に―する」「委員長―（※委員長が推薦するという意味）」「―文」「―状」「―図書」）。地位や名誉、責任などを伴う一つの立場に対して、就任するにふさわしい人や集団を推薦することは、推挙/吹挙/吹嘘（すいきょ）とも言う（用例：「委員長に―」「横綱に―」「新撰組を―」）。

## 概説
団体の場合、入会に構成員（会員・党員など）の推薦を義務づけている場合がある。

## 政治

### 日本
公職
日本の公職選挙法では「推薦し、支持し」という表記があるが（第百三十六条2項など）、その詳細についての規定はない。
一般的には、「推薦」は「支持」より強い支援を表明するものとされる。このどちらかを表明することは、公職選挙法に規定のある行動となるため、正式な支援表明として、選挙で重要視される。たとえば、「推薦」は候補者の選挙対策本部に人員を送って直接協力するが、「支持」は組織内で支援を呼びかけるにとどめると区別しているという。推薦の際には推薦者（多くは団体）が候補者に推薦状を与えるのが通例。
逆に、候補者が政党色を嫌い（あるいは政党側の思惑で）、敢えて「支持」にとどめるよう依頼する場合もある。さらに、公式には推薦も支持もしない「自主投票」だが、事実上推薦並みの支援をする場合もある。推薦・支持を受け入れるかは候補者に決定権があるため、受け入れを断られた党派が、独自に支援表明することもある。このような支援形態は勝手連と呼ばれる。勝手連による支援は公職選挙法上は意味を持たない。
政党役員
政党の内規で、党首選挙の立候補に一定数の党所属国会議員の推薦を要件とすることもある。一時期の自由民主党総裁選挙では議員50人の推薦を要件としていたため、総裁選候補に安倍晋太郎を擁立する福田派が中川一郎に足りない推薦人の名義貸しをしたり、二階堂進が推薦人不足のために立候補を断念したりしたこともあった。
社会民主党の党首選挙立候補には、所属県連の推薦に加えて、党所属国会議員の1/3以上か党員200人以上の推薦を要する。実際には国会議員10人中4人の推薦が必要（2012年の場合）といった計算となり、党員数も少ないことから高いハードルとなる。これにより福島瑞穂が党首に連続5選する一方で、福島と並んで知名度の高い辻元清美と阿部知子は党首選挙に立候補できず、結果的に離党に至っている。

### アメリカ合衆国
アメリカ合衆国の選挙では、予備選挙の段階で政治家や著名人が各候補に Endorsement（直訳すると「保証」）を与える。Endorsementは「支持」と報道されることが多いが、内輪の組織に向けての指示に留まらず一般に向けてのアピールとしての性格も強いため、日本の選挙における推薦に近い。予備選挙の得票が思わしくないなどの理由で途中で選挙運動を中止する候補は、運動継続中のいずれかの候補に Endorsement を与えることが多い。上記のような Endorsement は個人の名義で行われるが、新聞が社説でいずれかの候補への Endorsement を表明することなども行われる。
なお、公認に相当する Nomination（指名）を一人の候補に対して複数の政党が行うこともあり、他党の公認候補への推薦に相当する構図となる。

### イギリス
下院議長立候補には議員12名の推薦を要する。議長は不偏不党の職とされるため、推薦人のうち3人以上は自らの所属政党以外の議員である必要がある。

## 入学試験における推薦
推薦入学を参照。